# ザパタ郡 (テキサス州)
ザパタ郡（ザパタぐん、英: Zapata County）は、アメリカ合衆国テキサス州の南部に位置する郡である。2010年国勢調査での人口は14,018人であり、2000年の12,182人から15.1%増加した。郡庁所在地は国勢調査指定地域のザパタ（人口5,089人）であり、同郡で人口最大の都市でもある。ザパタ郡は1858年に設立され、郡名は地域の牧場主であり、1840年にメキシコに対して反乱を起こしたホセ・アントニオ・デ・ザパタ大佐に因んで名付けられた。
1920年代初期、ザパタ郡で掘られた油井も南テキサスの石油ブームの一端を担った。この油井はミズーリ州生まれで、オクラホマ州の議会議員を務めたラレド市の工業資本家オリバー・ウィンフィールド・キラムの働きで生れた。

## 地理
アメリカ合衆国国勢調査局に拠れば、郡域全面積は1,058平方マイル (2,740 km2)であり、このうち陸地997平方マイル (2,582 km2)、水域は61平方マイル (158 km2)で水域率は5.80%である。

### 主要高規格道路

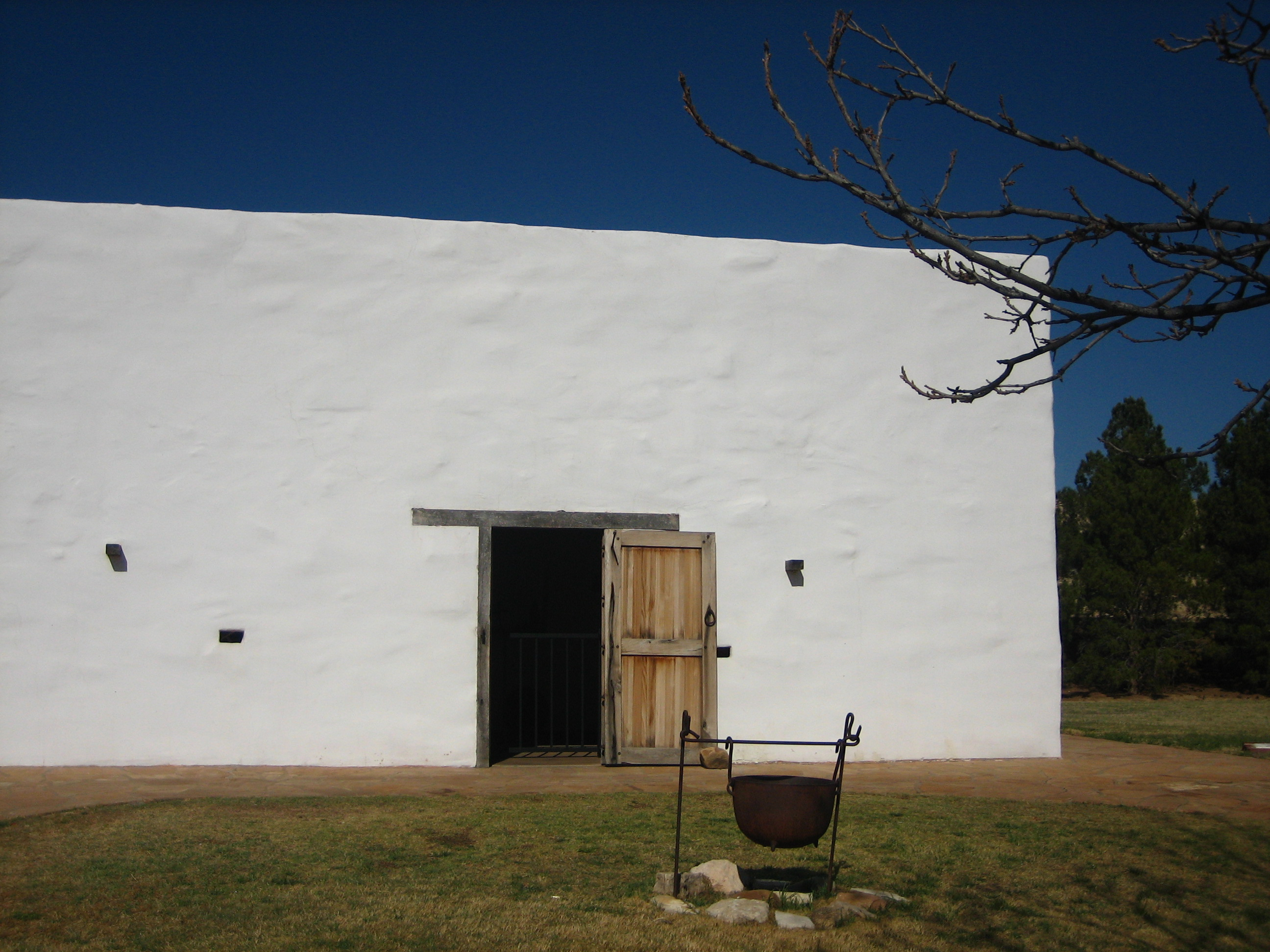
19世紀のロス・コラリトス・ビル、ザパタ郡から西テキサスのラボック市にある国立牧畜業歴史遺産センターに移された

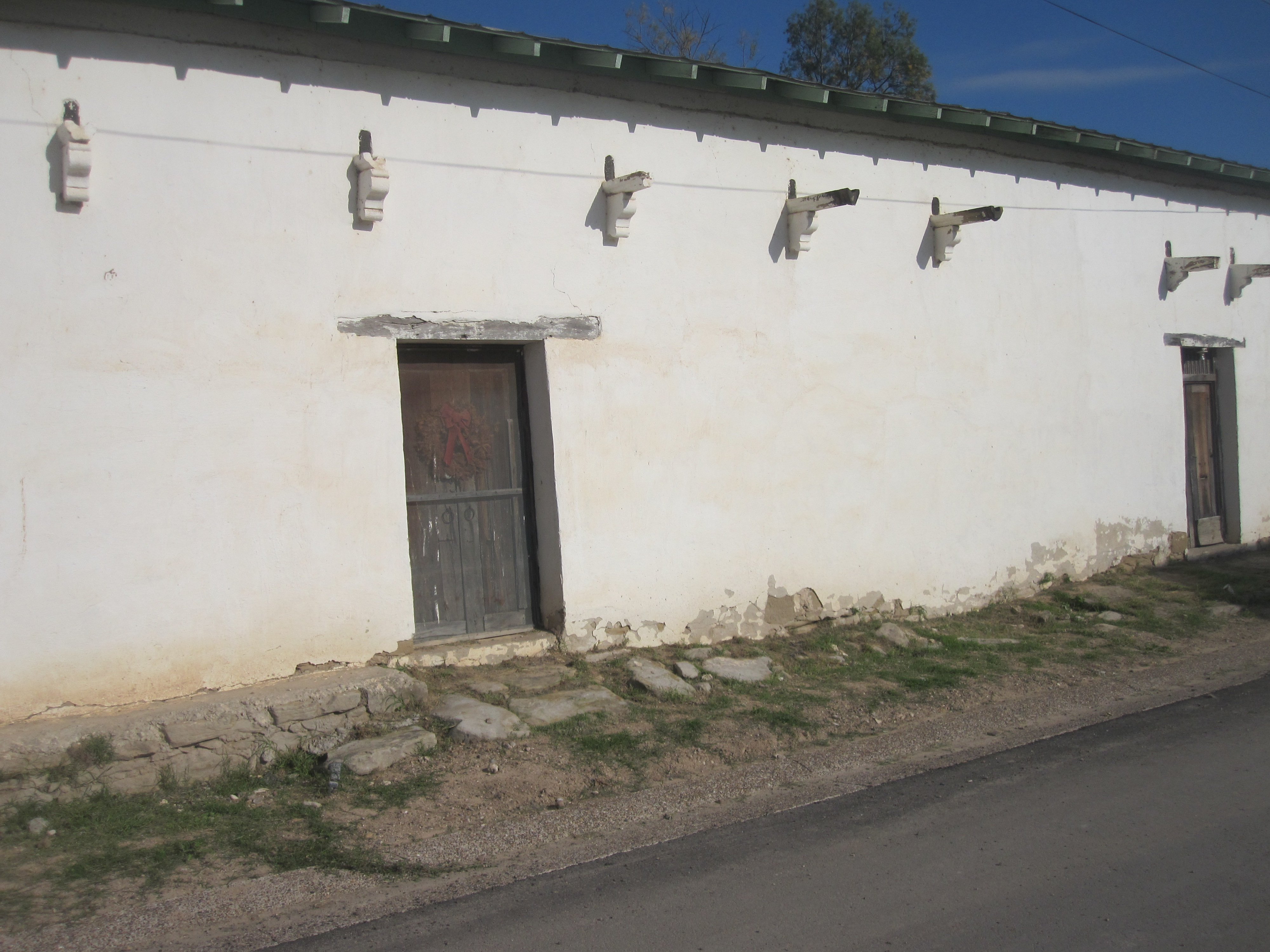
サンイグナシオ歴史地区にあるジーザス・トレビノ牧場の建物西面、上の写真の建物と構造が似ている

- アメリカ国道83号線
- テキサス州道16号線

### 隣接する郡
- ウェブ郡 - 北
- ジムホッグ郡 - 東
- スター郡 - 南東
- メキシコ タマウリパス州ゲレロ - 西

### 国立保護地域
- リオグランデ川下流国立野生生物保護区（部分）

## 人口動態

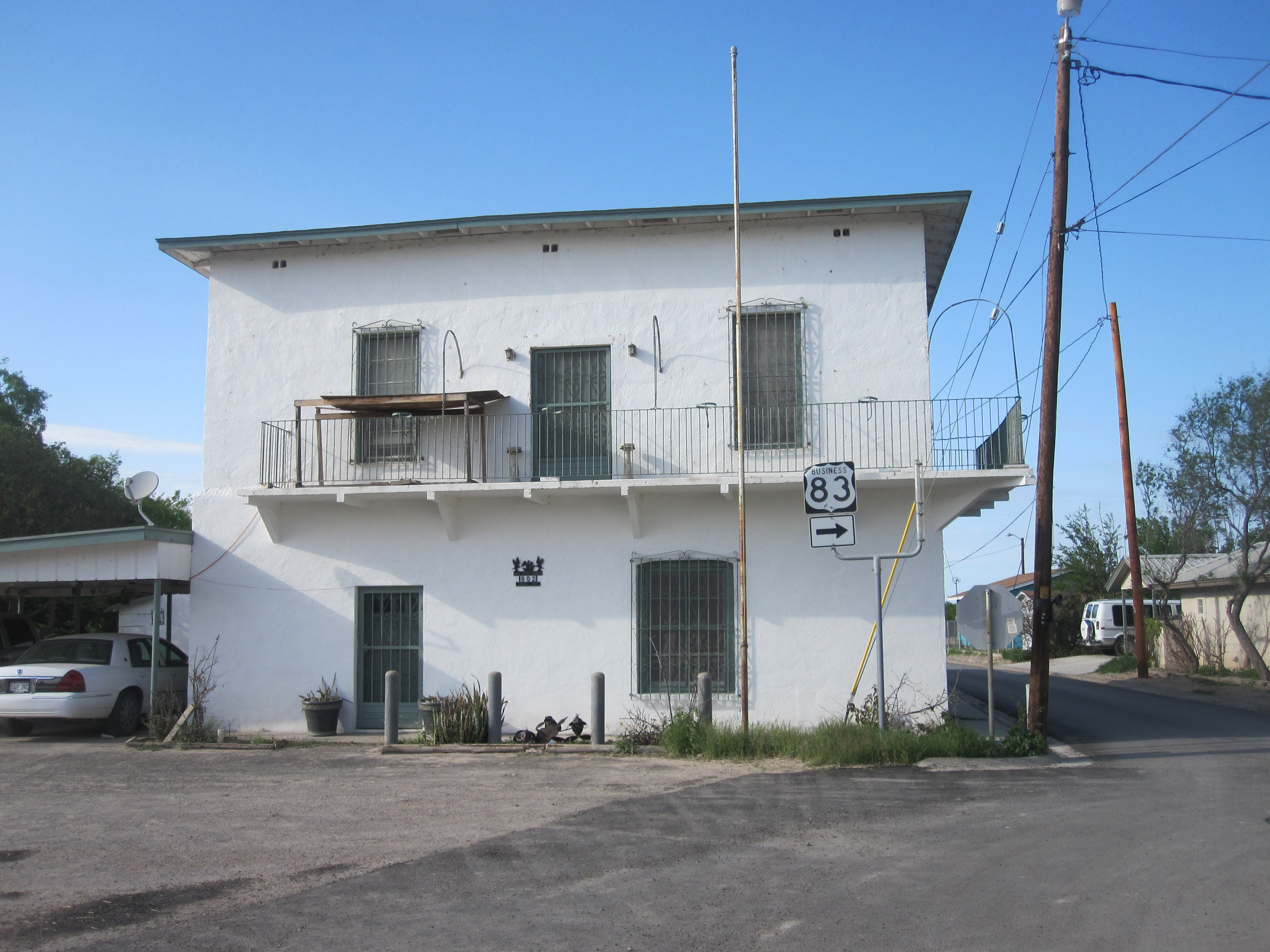
サンイグナシオのアメリカ国道83号線沿いにある二階建ての建物

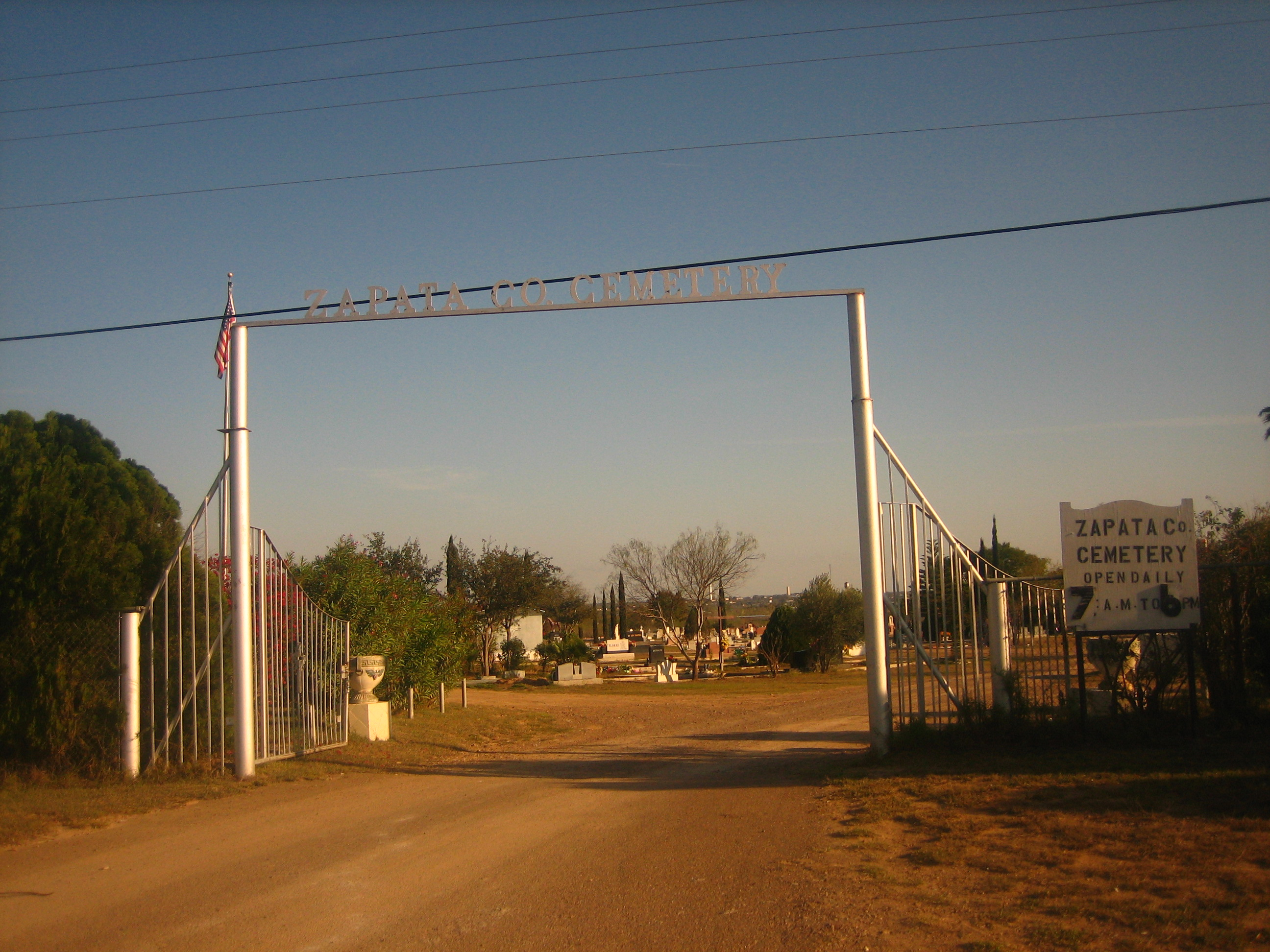
ザパタ郡墓地入り口、農場市場直結道路496号線から撮影

以下は2000年の国勢調査による人口統計データである。
| 基礎データ - 人口: 12,182人 - 世帯数: 3,921 世帯 - 家族数: 3,164 家族 - 人口密度: 5人/km2（12人/mi2） - 住居数: 6,167軒 - 住居密度: 2軒/km2（6軒/mi2） 人種別人口構成 - 白人: 84.07% - アフリカン・アメリカン: 0.41% - ネイティブ・アメリカン: 0.32% - アジア人: 0.19% - 太平洋諸島系: 0.04% - その他の人種: 12.64% - 混血: 2.33% - ヒスパニック・ラテン系: 84.78% 年齢別人口構成 - 18歳未満: 33.0% - 18-24歳: 10.0% - 25-44歳: 24.1% - 45-64歳: 18.6% - 65歳以上: 14.3% - 年齢の中央値: 31歳 - 性比（女性100人あたり男性の人口） - 総人口: 96.8 - 18歳以上: 93.7 | 世帯と家族（対世帯数） - 18歳未満の子供がいる: 43.2% - 結婚・同居している夫婦: 64.2% - 未婚・離婚・死別女性が世帯主: 13.0% - 非家族世帯: 19.3% - 単身世帯: 17.5% - 65歳以上の老人1人暮らし: 10.3% - 平均構成人数 - 世帯: 3.10人 - 家族: 3.52人 収入と家計 - 収入の中央値 - 世帯: 24,635米ドル - 家族: 26,722米ドル - 性別 - 男性: 26,294米ドル - 女性: 14,579米ドル - 人口1人あたり収入: 10,486米ドル - 貧困線以下 - 対人口: 35.8% - 対家族数: 29.3% - 18歳未満: 46.1% - 65歳以上: 21.3% |

## 政治
ザパタ郡は大半の選挙で圧倒的に民主党を支持している。2008年11月4日の大統領選挙では、バラク・オバマが1,939票（67.7%）、対するジョン・マケインが918票（32%）という結果だった。ただし、マケインはテキサス州を制した。

## 都市と町
ザパタ郡には法人化された町が無く、従って自治体政府が無い。
| - ファルコンレイクエステイツ - ファルコンメサ | - ロペノ - メディナ - モラレス・サンチェス | - ニューファルコン - サンイグナシオ | - シエスタショアーズ - ザパタ - 郡庁所在地 |

## 教育
ザパタ郡の教育はザパタ郡独立教育学区が管轄している。